# Ingeborg Euler
Ingeborg Euler (* 6. September 1927 in Breslau; † 20. März 2005 in Berlin-Kladow) war eine deutsche Fernsehjournalistin.

## Leben
Ingeborg Euler wurde 1934 in Dresden eingeschult, besuchte ab 1937 das Lyceum in Berlin-Steglitz und machte das Abitur 1942 in der Zossener Oberschule. Nach Ende des Zweiten Weltkriegs wurde sie Neulehrerin in Brusendorf. Im Jahr 1946 wurde sie an der Humboldt-Universität in Berlin immatrikuliert. Im Studentenkabarett trat sie an der Seite von Ursula Herking und Jo Herbst auf. Literarisch entdeckt wurde sie im Februar 1948 von einer Kommission des Kulturbundes, die bei jungen Autoren für die Einsendung ungedruckter Texte geworben hatte. Ihr Text Zwischen heut und morgen wurde 1948 in der Jugendzeitschrift Horizont gedruckt. Ihre vom Kulturbund ausgezeichnete Kurzgeschichte Ich wollte nach Wannsee fahren erschien im Juliheft 1949 der Zeitschrift Ost und West.
1948 wurde sie aufgrund eines Briefes an die alliierte Stadtkommandantur verhaftet und erst nach elf Tagen freigelassen, wobei sich Johannes R. Becher, Gustav von Wangenheim und Günther  Weisenborn für sie einsetzten. Sie übersiedelte in die Amerikanische Zone nach München, wo sie mit Thomas Gnielka, der ihre Texte vertonte und sie am Klavier begleitete, als Nachwuchskabarettistin im Münchner Kabarett-Theater „Simpl“ auftrat. 1949 heirateten sie und bekamen zwischen 1950 und 1962 fünf Kinder. Die auf sieben Personen angewachsene Familie wohnte ab 1963 in der „Dillenberger Mühle“ in der Gemeinde Herold bei Wiesbaden.
Euler wurde 1949 zum Treffen der Gruppe 47  nach Utting am Ammersee eingeladen, wo sie den Wannseetext vortrug und das Gedicht Wer war Andreas – ein Nachruf auf ihre gefallene Jugendliebe. 1956 veröffentlichte sie ihre Küchengeschichten. Gnielka arbeitete als Lokalredakteur beim Wiesbadener Kurier und bei der Frankfurter Rundschau und war ab 1960 freischaffend als politischer Investigativjournalist tätig, der wichtige Akten für den Auschwitz-Prozess ausfindig machte und für die Verhaftung des untergetauchten KZ-Kommandanten Richard Baer sorgte. Vor und während des Auschwitz-Prozesses, der am 20. Dezember 1963 begonnen hatte, quartierten sie in Herold Prozesszeugen ein. Was an Fürchterlichem geschehen war, kam regelmäßig mit auf den Tisch. Mitten in der Arbeit verstarb Gnielka 1965. Euler zog mit den Kindern nach Frankfurt am Main und 1973 weiter nach West-Berlin.
Euler führte 1960 für den Hessischen Rundfunk Aufträge für eine zeitgeschichtliche Dokumentation über den Zweiten Weltkrieg und für ein Fernsehfeature über Arbeitsunfälle in der Industrie aus. 1965 folgten u. a. Filmbeiträge zu Georg Büchner (Danton), Heinrich von Kleist (Prinz von Homburg) und zu den Ostermärschen. Ab 1969 produzierte sie für das ZDF Dokumentationen, zahlreiche Künstlerporträts und Beiträge für das Kulturmagazin Aspekte. Ab 1977 wurden ihre halbstündigen „Berlinischen Berichte“ (u. a. Radfahrerstadt, Mommsenstraße Ecke Leibnizstraße, Staatsumzug-Stadtumzug, Spreeufer in Südost) und andere Filme wie "Das gehört auf die Plätze in der Stadt", "Der Bau sei lebendig" ausgestrahlt.
1980 lebte sie außer in Berlin-Charlottenburg in Oberhone in Nordhessen, wo sie sich ein Atelier einrichtete und sich der Malerei und Bildhauerei widmete. 1994 zog sie mit ihrem Lebensgefährten nach Rangsdorf. Am 20. März 2005 starb sie in Berlin. Zum Zeitpunkt ihres Todes hatte sie 5 Kinder, 8 Enkelkinder und 2 Urenkel.

## Schriften/Produktionen (Auswahl)
- Durch die Eieruhr gerieselt. Weiberkram und Küchengeschichten. Ein Nerventoni. Kumm, Offenbach 1962
- Der Bau sei lebendig : Die Architektur der Anthroposophen. ZDF 1987
- Zu Besuch bei Jürgen Goertz. ZDF 1985
- Das gefährliche Erbe : 1945 - 1960 ; für die Arbeiter der Munitionsräumung hat der Krieg nie aufgehört. [Video 2008]
- Zu Besuch bei ... Michael Schulze : Kunst ist Verwandlung. ZDF 1987